# Crouching Tiger, Hidden Dragon: Sword of Destiny
Crouching Tiger, Hidden Dragon: Sword of Destiny (em chinês:  卧虎藏龙：青冥宝剑/Wo Hu Cang Long II - Qing Ming Bao Jian; bra O Tigre e o Dragão: A Espada do Destino ou O Tigre e o Dragão: A Lenda Verde) é um filme chinó-norte-americano, realizado por Yuen Woo-ping e escrito por John Fusco. Estreou-se mundialmente na Netflix a 26 de fevereiro de 2016. O filme é uma sequência de O Tigre e o Dragão, filme de Ang Lee.

## Enredo
O filme conta a história vinte anos depois dos acontecimentos relatados no primeiro filme, trazendo os personagens Yu Shu Lien, Tie-Fang, Meng Sizhao e Snow Vase de volta à ação, para derrotar a ira de Hades Dai, que logo ele está com a tão poderosa, Espada do Destino Verde.

## Elenco
- Donnie Yen como Meng Sizhao, o lobo silencioso
- Michelle Yeoh como Yu Shu Lien
- Harry Shum Jr. como Wei-Fang
- Jason Scott Lee como Hades Dai
- Roger Yuan como Iron Crow, o mestre de Wei-Fang
- Woon Young Park como Thunder Fist
- Eugenia Yuan como Blind Enchantress
- JuJu Chan como Silver Dart Shi
- Natasha Liu Bordizzo como Snow Vase
- Chris Pang como Flying Blade
- Veronica Ngo como Mantis
- Andrew Stehlin como Black Tiger

## Recepção
O filme recebeu comentários geralmente desfavoráveis da crítica especializada do cinema. No website AdoroCinema, foi dividida com boas críticas positivas sobre o filme. Mas o mesmo site criticou a passagem de tempo entre o último filme da série (lançado em 2000), e afirma; Diante de tamanho sucesso uma sequência não seria impensável, mas por que fazê-la exatamente agora? A resposta é muito simples: dinheiro. Diz a crítica de Francisco Russo. No Rotten Tomatoes tem uma classificação baixíssima de 19%.